# Julia Lima
Julia Lima (* 1981 in Yugorsk) ist eine russische Opernsängerin (Sopran).

## Leben
Julia Lima absolvierte zunächst ein Sportstudium, das sie mit dem Master abschloss. Zur gleichen Zeit wirkte sie als Solistin in einem Chor und nahm erfolgreich an Gesangswettbewerben teil, woraufhin sie sich für eine professionelle Gesangskarriere entschied. Nachdem sie im Jahr 1999 den Grand Prix in Sibirien gewonnen hatte, erhielt sie ein Vollstipendium an der Musikhochschule in Moskau. Während dieser Zeit gewann sie 2001 einen ersten Preis den allrussischen Wettbewerb „Festos“, den Internationalen Gesangswettbewerb „Romansiada“ und 2005 das „Internationale Festival der Künste in Jalta“. Darüber hinaus trat Lima in Russland, Italien, Deutschland, Serbien, Spanien und Frankreich auf und nahm regelmäßig an Dreharbeiten für TV-Kulturprogramme, Fernsehshows und Magazine teil. 2008 gab sie in dem Film Very Russian Detective ihr Filmdebüt.
Ab dem Jahr 2011 setzte Lima ihre Karriere in Amerika fort und trat zunächst als Madame Herz in Mozarts Der Schauspieldirektor am New York Lyric Opera Theatre auf. Weitere Rollen waren die Susanna in der amerikanischen Premiere von Saverio Mercadantes I due Figaro mit der Amore Opera, die Königin der Nacht und die Erste Dame in Mozarts Zauberflöte mit der Opera Company of Brooklyn sowie als Armida in der barocken Pasticcio-Oper Armida im Angel Orensanz Center. In den Jahren 2012 und 2013 debütierte sie als Rosalinda (Die Fledermaus) an der Knoxville Opera und kehrte danach als Musetta (La Bohème) an die Amore Opera zurück. Ferner gab sie ihr Debüt als Catarina Cavalieri in der neuen Produktion des Dicapo Opera Theatre, Marrying Mozart.
Limas Repertoire umfasst unter anderem Rollen in Werken von Giuseppe Verdi (Violetta in La traviata, Gilda in Rigoletto), Mozart (Donna Anna in Don Giovanni, die Titelrolle in Zaide, Constanza in Die Entführung aus dem Serail), Puccini (Manon in Manon Lescaut, Musetta in La Bohème) und Gounod (Juliette in Roméo et Juliette, Marguerite in Faust).